# Goro Dola
Goro Dola est un woreda du sud de l'Éthiopie, situé dans la zone Guji de la région Oromia. Son centre administratif est Harekelo.
Goro Dola figure en tant que woreda de la zone Guji sur une carte de 2015, entouré des woredas Wadera, Meda Welabu, Liben, Arero et Saba Boru. Son centre administratif, Harekelo, est à une trentaine de kilomètres de Negele sur la route en direction d'Yirgalem.
Goro Dola n'est pas mentionné en 2006 dans l'Atlas of the Ethiopian Rural Economy, son futur territoire faisant alors partie du woreda Liben. Il est absent également du recensement de 2007, Harekelo y figure seulement comme localité de Liben.
Goro Dola se détache vraisemblablement de Liben entre 2008 et 2014.